# Newman Grove
La ville de Newman Grove est située dans les comtés de Madison et Platte, dans l’État du Nebraska, aux États-Unis. Sa population s’élevait à 721 habitants lors du recensement de 2010, estimée à 720 habitants en 2016.

## Source
- (en) Cet article est partiellement ou en totalité issu de l’article de Wikipédia en anglais intitulé « Newman Grove, Nebraska » (voir la liste des auteurs).